# El Jadida

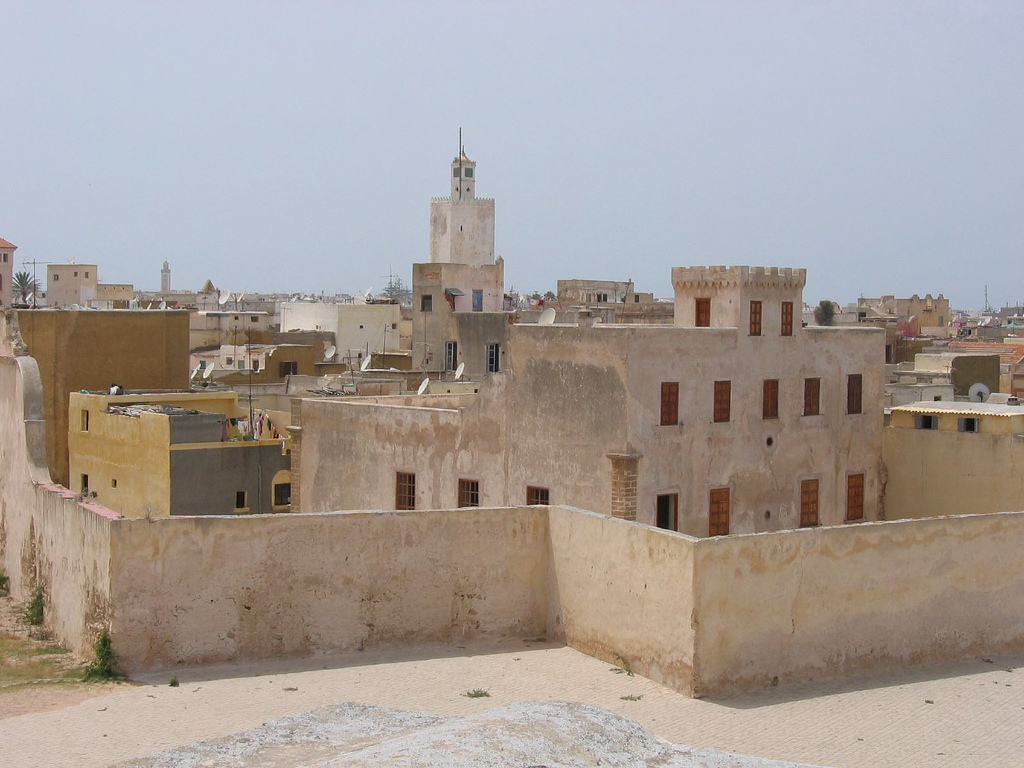
Blick auf die Cité Portugaise von El Jadida

El Jadida (arabisch الجديدة, DMG al-Ǧadīda, dialektal: ž-Ždīda; marokkanisches Tamazight ⴰⵍ-ⵊⴰⴷⵉⴷⴰ), mit früheren Namen Mazighen (arabisch مازيغن, berberisch ⵎⴰⵣⵉⴳⴻⵏ), al-Breyja (arabisch البريجة), Mazagan (مازاگان, berberisch ⵎⴰⵣⴰⴳⴰⵏ, französisch Mazagan, portugiesisch Mazagão), und al-Mahdouma (arabisch المهدومة), ist eine marokkanische Hafenstadt mit ca. 240.000 Einwohnern am Atlantik und Verwaltungssitz der Provinz El Jadida. Die portugiesische Altstadt (Cité Portugaise) wurde im Jahr 2004 zum UNESCO-Weltkulturerbe erhoben.

## Lage und Klima
El Jadida liegt in der historischen Region der Doukkala an einer windgeschützten Bucht am Atlantik. Die Entfernung nach Casablanca, der größten Stadt Marokkos, beträgt gut 100 km (Fahrtstrecke) in nordöstlicher Richtung; die südwestlich gelegene Hafenstadt Safi ist etwa 140 km entfernt. Das vom Atlantik beeinflusste Seeklima ist gemäßigt bis warm und mit ca. 350 mm/Jahr bereits deutlich regenärmer als in Rabat.

## Bevölkerung
| Jahr      | 1994    | 2004    | 2014    | 2024    |
| Einwohner | 119.083 | 144.440 | 194.934 | 237.464 |

Der überwiegende Teil der Einwohner ist berberischer Abstammung und nach der Unabhängigkeit Marokkos aus den umliegenden Bergregionen zugewandert. Man spricht jedoch zumeist Marokkanisches Arabisch.

## Wirtschaft
El Jadida mit seinem rund 15 km südwestlich gelegenen Hafen Jorf Lasfar ist ein wichtiges Handelszentrum der Region. In Jorf Lasfar befindet sich das Emaphos-Phosphorsäurewerk (33° 6′ 41,3″ N, 8° 36′ 21,4″ W). Bedeutend sind auch Fischerei, Düngemittelherstellung und der Phosphatexport. Einheimische schätzen El Jadida als Badeort. Die Cité Portugaise lockt ausländische Besucher an.

## Geschichte
Ob die Geschichte des Ortes auf die in römischen Schriften erwähnte phönizisch-karthagische Ansiedlung Rusibis zurückgeführt werden kann, ist unklar – entsprechende archäologische Funde wurden bislang nicht gemacht. Die in der Region ansässigen Berberstämme nannten den Ort Mazighen (مــازيغن in arabischer Schrift), woraus sich der in Europa benutze Name Mazagan (bzw. portugiesisch Mazagão) ableitet. Im 12. Jahrhundert wurden die Berberstämme vom Almohaden-Sultan Abd al-Mu'min vertrieben; stattdessen wurden ihm treu ergebene arabische Stammesgruppen dort angesiedelt – aus dieser Zeit stammt der heutige arabische Name der Stadt: El Jadida (‚die Neue‘).
Zur Sicherung der Wasser- und Proviantversorgung ihrer Schiffe auf dem Seeweg nach Indien gründeten die Portugiesen hier bereits Ende des 15. Jahrhunderts einen Stützpunkt, der ab 1514 unter dem Namen Mazagão zur Hafenfestung ausgebaut wurde. In den Jahren 1541–1548 erhielt das kleine Fort unter Leitung der Architekten João Ribeiro, Juan Castillo und Benedetto da Ravenna eine völlig neue Gestalt. Es entstanden insgesamt fünf Bastionen nach den Anforderungen der zeitgenössischen Artillerie sowie ein gefluteter Graben, der am Haupttor von einer Zugbrücke überspannt wurde. Vier Bastionen sind bis heute erhalten, während der Graben in der Epoche des französischen Protektorates zugeschüttet wurde.
Im Jahr 1769 wurde die Stadt nach wiederholten und zunächst erfolgreich abgewehrten Angriffen von Berberstämmen und Truppen marokkanischer Sultane aufgegeben und verfiel. Nach Unterzeichnung eines Friedensvertrages mit Sultan Mulai Mohammad III. verließen die letzten portugiesischen Truppen am 10. März des gleichen Jahres die Stadt, nicht ohne eine gewaltige Sprengladung am Haupttor zu hinterlassen. Auf Geheiß des Marquis de Pombal, Minister des Königs José I. wanderten die meisten Portugiesen nach Brasilien aus und gründeten dort die Siedlung Nova Mazagão (heute: Mazagão im Bundesstaat Amapá).
Im Jahr 1821 wurden aus Azemmour vertriebene Juden in den Mauern der Stadt angesiedelt. Viele arme Juden verehrten jüdische Heilige (verstorbene Zaddikim) und baten bei ihnen um Führsprache für „höchst wundersame Heilungen“, wie ein Bericht des aus Frankreich entsandten  Lehrers Josué Cohen an die Alliance Israélite Universelle am 15. September 1918 kritisch vermerkte. Während des französischen Protektorats (1912–1956) erhielt die Stadt den Namen Mazagan. Nach der Unabhängigkeit Marokkos wurde die Stadt wieder in El Jadida rückbenannt.

## Sehenswürdigkeiten

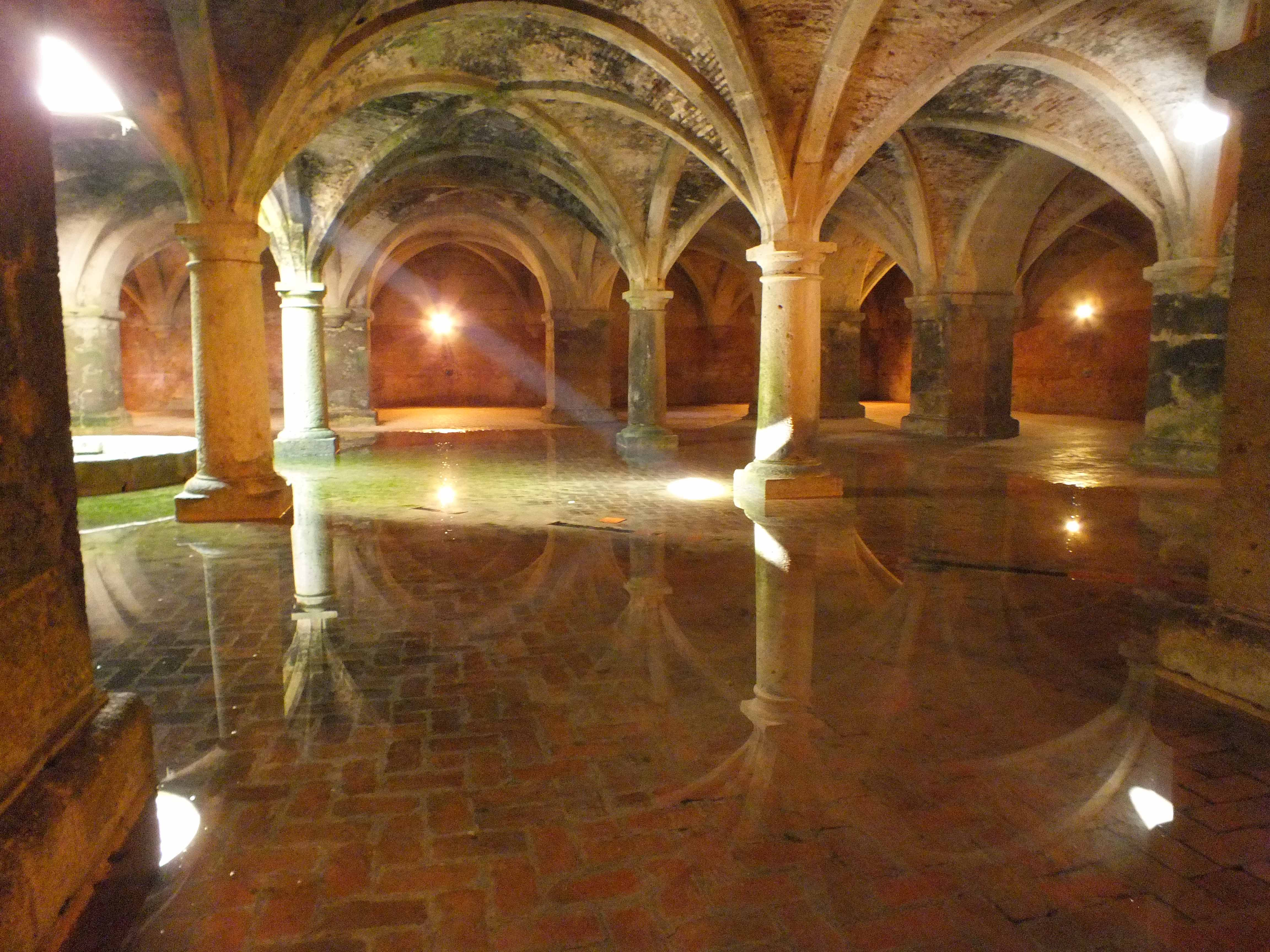
Die Cîterne Portugaise vermittelt mit ihren 4 inneren Säulen und 12 äußeren Pfeilern, die gemeinsam ein Rippengewölben tragen, eine beinahe sakrale Atmosphäre.

- Die portugiesischen Befestigungsanlagen des 15.–18. Jahrhunderts mit ihren Eckbastionen und geböschten Mauern gelten als bedeutendes Beispiel der Militärarchitektur der Renaissance.
- Mehrere Kirchen bzw. Kapellen stammen aus dem 17./18. Jahrhundert.
- Besonders hervorzuheben ist die rippengewölbte Cîterne Portugaise, ein ehemaliges Waffenlager, das später als Wasserspeicher (Zisterne) der befestigten Stadt genutzt wurde.

Umgebung
- Die von den Almohaden im 12. Jahrhundert gegründete alte Stadt Tit (heute Moulay Abdallah) liegt etwa 12 km südwestlich von El Jadida und hat noch zwei Minarette aus dieser Zeit sowie Reste der aus Stein (nicht aus Stampflehm) errichteten Stadtmauer. Einmal im Jahr, am ersten Wochenende im August, findet in der Kleinstadt Moulay Abdellah eines der größten Pilgerfeste (moussem) Marokkos mit Reiterspielen (fantasia) statt. Eine Woche lang kampieren Zehntausende in Zelten entlang des Strandes.
- Bekannt sind auch die Strände von Sidi Bouzid wenige Kilometer südwestlich sowie von Haouzia und Azemmour im Nordosten. Zur Hochsaison im Sommer platzt die Stadt deshalb fast aus allen Nähten. Vor allem Marokkaner aus dem Norden und dem Landesinnern verbringen hier ihre Ferien.
- Die Straße in Richtung Settat führt über das Dorf Boulaouane. Etwa 10 km außerhalb liegt – inmitten einer weitgehend unberührten Hügellandschaft – eine von Mulai Ismail Anfang des 18. Jahrhunderts zur besseren Kontrolle der Berberstämme gegründete Kasbah.

## Weitere Städte
Ältere Städte an der Atlantikküste Marokkos mit zeitweiligem portugiesischen bzw. spanischen Geschichtshintergrund sind: Tanger, Asilah, Larache, Azemmour, Casablanca, Safi, Essaouira, Agadir und Sidi Ifni; daneben auch Ceuta und Melilla an der Mittelmeerküste.

## Sport
El Jadida ist eine Station der Marokko Royal Tour, einer FEI Turnierserie im Springreiten, die seit 2010 ausgetragen wird.

## Städtepartnerschaften
- Sintra, Portugal

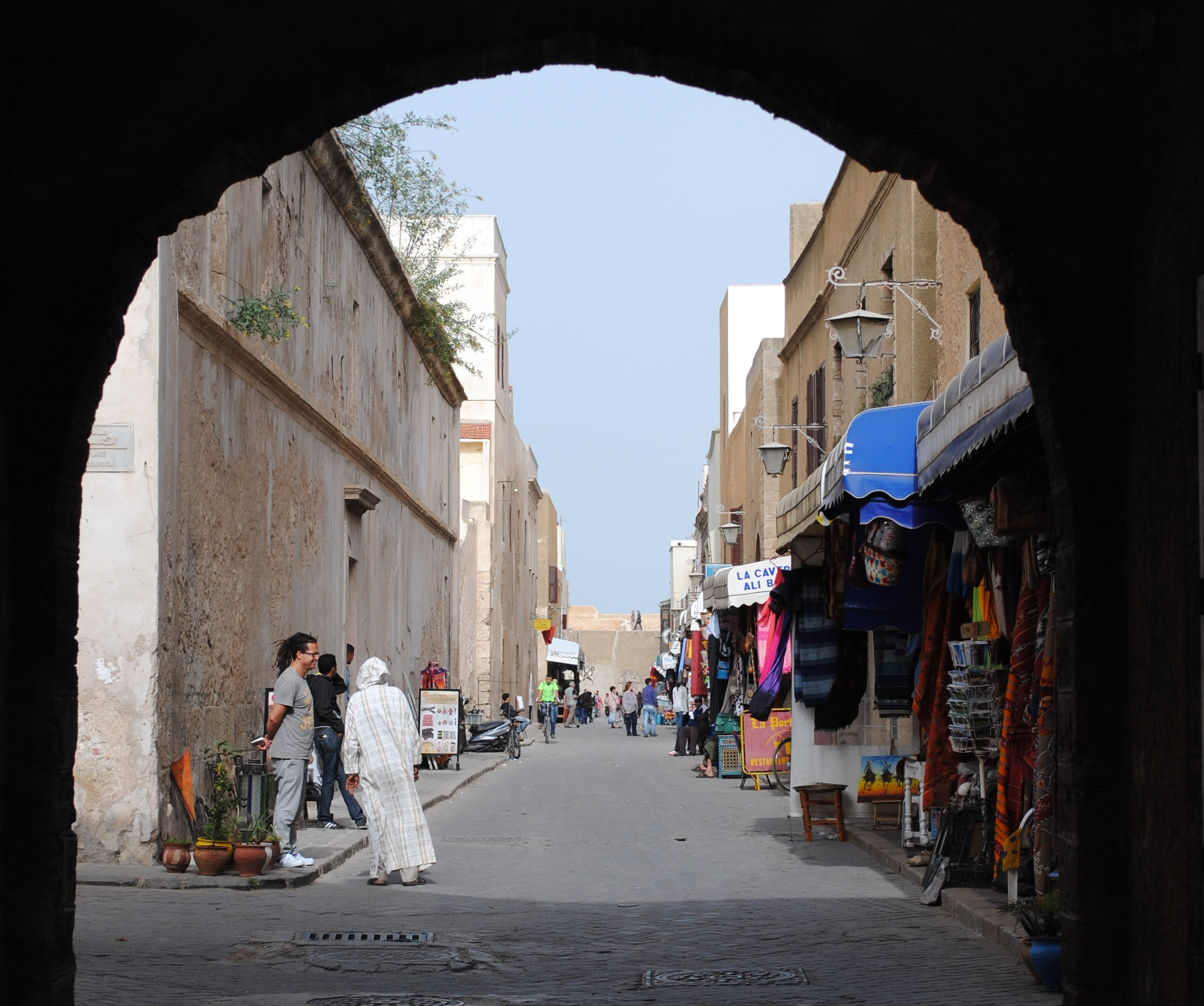
Straße in der Medina

- Nabeul, Tunesien (seit 1985)
- Varennes, Canada
- Vierzon, Frankreich
- Sète, Frankreich
- Le Havre, Frankreich
- Arenzano, Italien
- Tacoma, USA
- Miami, USA

## Söhne und Töchter der Stadt
- André Guelfi (1919–2016), Automobilrennfahrer
- Driss Chraïbi (1926–2007), Schriftsteller
- Driss Jettou (* 1945), Premierminister Marokkos (2002–2007)
- Chérifa Meskaoui (* 1951), Leichtathletin
- El Mehdi Karnas (* 1990), Fußballspieler
- Mohamed Nahiri (* 1991), Fußballspieler